# Digonogastra pumicata
Digonogastra pumicata är en stekelart som först beskrevs av Szepligeti 1906.  Digonogastra pumicata ingår i släktet Digonogastra och familjen bracksteklar. Inga underarter finns listade i Catalogue of Life.